# William Henry Smith

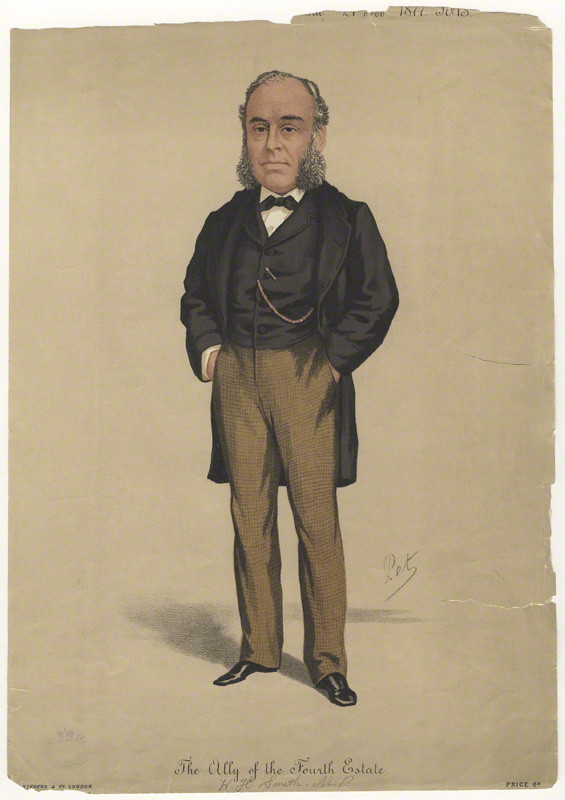
William Henry Smith

William Henry Smith (ur. 24 czerwca 1825 w Londynie, zm. 6 października 1891 w Wolmer Castle, w hrabstwie Kent) – brytyjski polityk i przedsiębiorca, jedyny syn Williama Henry’ego Smitha i Mary Ann Cooper. Polityk Partii Konserwatywnej, minister w rządach lorda Beaconsfielda i lorda Salisbury’ego.

## Życiorys
Wykształcenie odebrał w Tavistock Grammar School. W 1846 r. stał się wspólnikiem w ojcowskiej firmie WH Smith (od tej pory nosiła ona nazwę W H Smith & Son), zajmującej się handlem detalicznym. Dzięki jego działaniom firma rozpoczęła praktykę sprzedaży książek i gazet na dworcach kolejowych. W 1868 r. Smith zdecydował się rozpocząć karierę polityczną. W tymże roku wygrał wybory do Izby Gmin w okręgu Westminster.
Kiedy w 1874 r. konserwatyści wygrali wybory Smith został finansowym sekretarzem skarbu w drugim rządzie lorda Beaconsfielda. W 1877 r. niespodziewanie został pierwszym lordem Admiralicji. Urząd ten sprawował do wyborczej klęski konserwatystów w 1880 r. W tym czasie zyskał przezwisko „Pinafore Smith”. Jego historia zaczęła się wraz z nominacją Smitha na stanowisko pierwszego lorda Admiralicji. Nominacja ta zainspirowała popularny duet twórców oper komicznych, libercistę Williama Schwencka Gilerta i kompozytora Arthura Sullivana, którzy w swoim najnowszym dziele, H. M. S. Pinafore, umieścili wzorowanego na postaci Smitha bohatera, sir Josepha Portera KCB, pierwszego lorda Admiralicji. Szczególną popularność zyskała wykonywana przez Portera piosenka „When I was a lad”, będąca satyrą na karierę polityczną Smitha. Padają tam słowa:
I grew so rich that I was sent
By a pocket borough into Parliament.
I always voted at my party’s call,
And I never thought of thinking for myself at all.
I thought so little, they rewarded me
By making me the Ruler of the Queen’s Navee!
W 1885 r. Smith zmienił swój okręg wyborczy na Strand. Wygrał tam wybory i w konserwatywnym rządzie lorda Salisbury’ego piastował stanowisko ministra wojny. Sprawował je w latach 1885–1886. W 1886 r. został Głównym Sekretarzem Irlandii a po kilkumiesięcznych rządach liberałów powrócił na rok do ministerstwa wojny. W 1887 r. został pierwszym lordem skarbu i liderem konserwatystów w Izbie Gmin. Był jednym z najbliższych współpracowników lorda Salisbury’ego. Przez Arthura Balfoura został nazwany „Old Morality”. W 1891 r. został lordem strażnikiem Pięciu Portów. Zmarł kilka miesięcy później.

## Rodzina
13 kwietnia 1858 r. poślubił Emily Danvers (zm. 12 sierpnia 1913), kreowaną po jego śmierci wicehrabiną Hambleden, córkę Frederiak Davesa Danversa. William i Emily mieli razem dwóch synów i cztery córki:
- Mabel Danvers Smith (zm. 27 marca 1956), żona Johna Rydera, 5. hrabiego Harrowby, miała dzieci
- Emily Anna Smith (zm. 28 stycznia 1942), żona Williama Aclanda, 2. baroneta, miała dzieci
- Beatrice Danvers Smith (zm. 4 grudnia 1942), żona Alfreda Dyke’a Aclanda, miała dzieci
- Henry Walton Smith (1 października 1865 – luty 1866)
- William Frederick Danvers Smith (12 sierpnia 1868 – 16 czerwca 1928), 2. wicehrabia Hambleden
- Helen Smith (przed 1881 – 17 stycznia 1944), żona Henry’ego Sydneya Seymoura, miała dzieci